# Джон Уилямсън
Джон Стюард Уилямсън (на английски: John Stewart Williamson) е американски писател на научна фантастика.

## Биография и творчество
Роден е на 29 април 1908 г. в град Бисби, щат Аризона, САЩ. Завършва университета в Западан Тексас, Университета на Ню-мексико и университета на Колорадо. Неговото първо научнофантастично произведение – "Металният човек излиза през 1928 под явното влияние на Абрахам Мерит. За своите над 60 години писателска дейност Уилямсън е натрупал значителен брой произведения. Той е считан за основател на жанра Космическа опера. Той има значителен брой произведения, написани в съавторство с Фредерик Пол и Джеймс Ган.
През 1944 г. е награден с Всенародната Фентъзи премия, а през 1976 с Награда Небюла.
През своята писателска кариера е използвал псевдонимите Джак Уилямсън, Уил Стюард и Нилс О. Съндърлънд.

## Произведения
Малко от неговите произведения са преведени на български език:
- Рифовете на космоса (The Reefs of Space)
- Звездно дете (Starchild)
- Певците на времето (The Singers of Time)